# Scotocesonia demerarae
Scotocesonia demerarae är en spindelart som beskrevs av Lodovico di Caporiacco 1947. Scotocesonia demerarae ingår i släktet Scotocesonia och familjen plattbuksspindlar.
Artens utbredningsområde är Guyana. Inga underarter finns listade i Catalogue of Life.